# Résistance

Frankreich während der deutschen Besatzungszeit von 1940 bis 1944
Besetzte Zone (Nordzone)
Unbesetzte Zone bis November 1942, dann ebenfalls besetzt (Südzone)

Lothringer Kreuz

Résistance (französisch) ist ein Sammelbegriff für französische, belgische und luxemburgische Bewegungen im Widerstand gegen den Nationalsozialismus während des Zweiten Weltkriegs sowie gegen die mit der deutschen Besatzungsmacht kollaborierenden inländischen Institutionen und Bevölkerungsgruppen.
Die Widerstandsbewegungen in diesem Gebiet waren nicht einheitlich organisiert und geführt, sondern verfolgten im Sinne ihrer Trägerorganisationen verschiedene Ziele. Im Frühjahr 1943 gelang es Jean Moulin, einem Abgesandten General de Gaulles, in Frankreich die wichtigsten politischen Gruppierungen zumindest auf allgemein gehaltene gemeinsame Ziele festzulegen und eine politische Koordinierungsebene zu etablieren.
Gegen das von den Deutschen verwendete Hakenkreuz wurde in Frankreich auch das von de Gaulle abgeänderte Lothringer Kreuz von der Résistance als Symbol für den Befreiungskampf übernommen.

## Résistance in Frankreich

### Organisation

#### Comité Français de la Libération Nationale
Von Lyon aus bemühte sich Jean Moulin im Auftrag de Gaulles lange Zeit, den Widerstand der verschiedenen Gruppen zur Résistance im Comité Français de la Libération Nationale (CFLN) zu vereinen, was ihm auch im Mai 1943 mit den wichtigsten Résistance-Gruppen Frankreichs gelang. Bis November 1942 war nur die „Nordzone“ Frankreichs besetzt gewesen; seitdem war auch die zuvor unbesetzte „Südzone“ Besatzungsgebiet (siehe Vichy-Regime).
Es fusionierten aus der Südzone (seit November 1942 besetztes Gebiet):
- die Gruppe Combat mit der Untergrundzeitung Combat um Henri Frenay
- die Gruppe Libération Sud mit der Untergrundzeitung Libération um Emmanuel d’Astier de la Vigerie
- die Gruppe Franc-Tireur mit der Untergrundzeitung Franc-Tireur unter der Leitung von Jean-Pierre Lévy
- die Francs-tireurs et partisans unter der Leitung von Pierre Fabien
- die Armée secrète unter der Leitung von Charles Delestraint
- der Front National mit der Untergrundzeitung Front national von Pierre Villon
- das Comité d’action socialiste um Pierre Brossolette

mit den Gruppen aus der Nordzone (seit Juni 1940 besetztes Gebiet):
- die Gruppe Organisation Civile et Militaire (OCM)
- die Gruppe Libération Nord
- die Gruppe Ceux de la Résistance
- die Gruppe Ceux de la Libération

#### Politischer und militärischer Arm
Die Résistance entwickelte als politischen Arm eine Art politisches Untergrundparlament der verschiedenen Widerstandsgruppen, den Conseil national de la Résistance (CNR, dt.: Nationaler Widerstandsrat).
Dank des unermüdlichen Einsatzes von Jacques Bingen entstand Anfang 1944 auch ein militärischer Arm der Résistance, die Forces françaises de l’intérieur (FFI, dt.: Französische Streitkräfte im Inneren). Dazu schlossen sich am 1. Februar 1944 folgende Kräfte zusammen:
- die gaullistische Armée secrète
- die kommunistischen Francs-tireurs et partisans
- die giraudistische Organisation de résistance de l’armée
- weitere isolierte militärische Résistancegruppen

#### Weitere Gruppen der Résistance in Frankreich

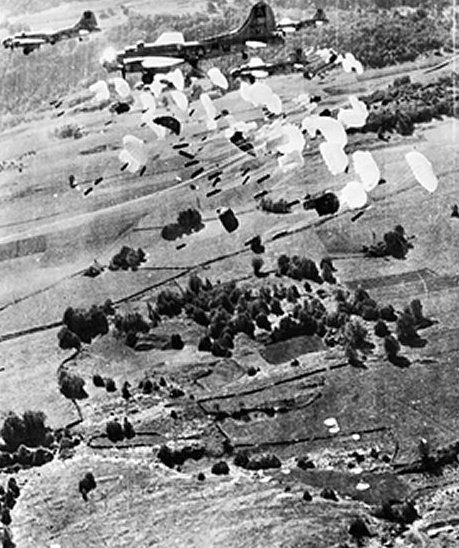
B-17 Bomber versorgen den Maquis in Vercors, 1944

In Frankreich existierten aber daneben zeitweilig oder dauerhaft auch weitere Résistancegruppen:
- die Résistance de Fer der französischen Eisenbahner
- die Gruppe France-Liberté
- die Gruppe Derhan
- die Gruppe la Dernière Colonne
- die Gruppe Musée de l’Homme
- die Gruppe Confrèrerie Notre-Dame um Gilbert Renault (Colonel Rémy)
- die Gruppe Manouchian
- die Organisation de résistance de l’armée
- die Armée des Volontaires (AV) um Dr. Bareiss
- das Netzwerk Mithridate
- das Netzwerk Agir
- das Netzwerk Hector
- das Netzwerk Brandy
- das Netzwerk Brutus
- das Netzwerk Gloria
- das Netzwerk Possum
- das Netzwerk Cohors
- das Netzwerk Ceux de la Manipule
- das Netzwerk Centurie
- das Netzwerk Pat O’Leary
- das Netzwerk Alliance, das hauptsächlich nachrichtendienstlich arbeitete
- das Fluchtnetzwerk Dutch-Paris um Johan Hendrik Weidner

### Operationen

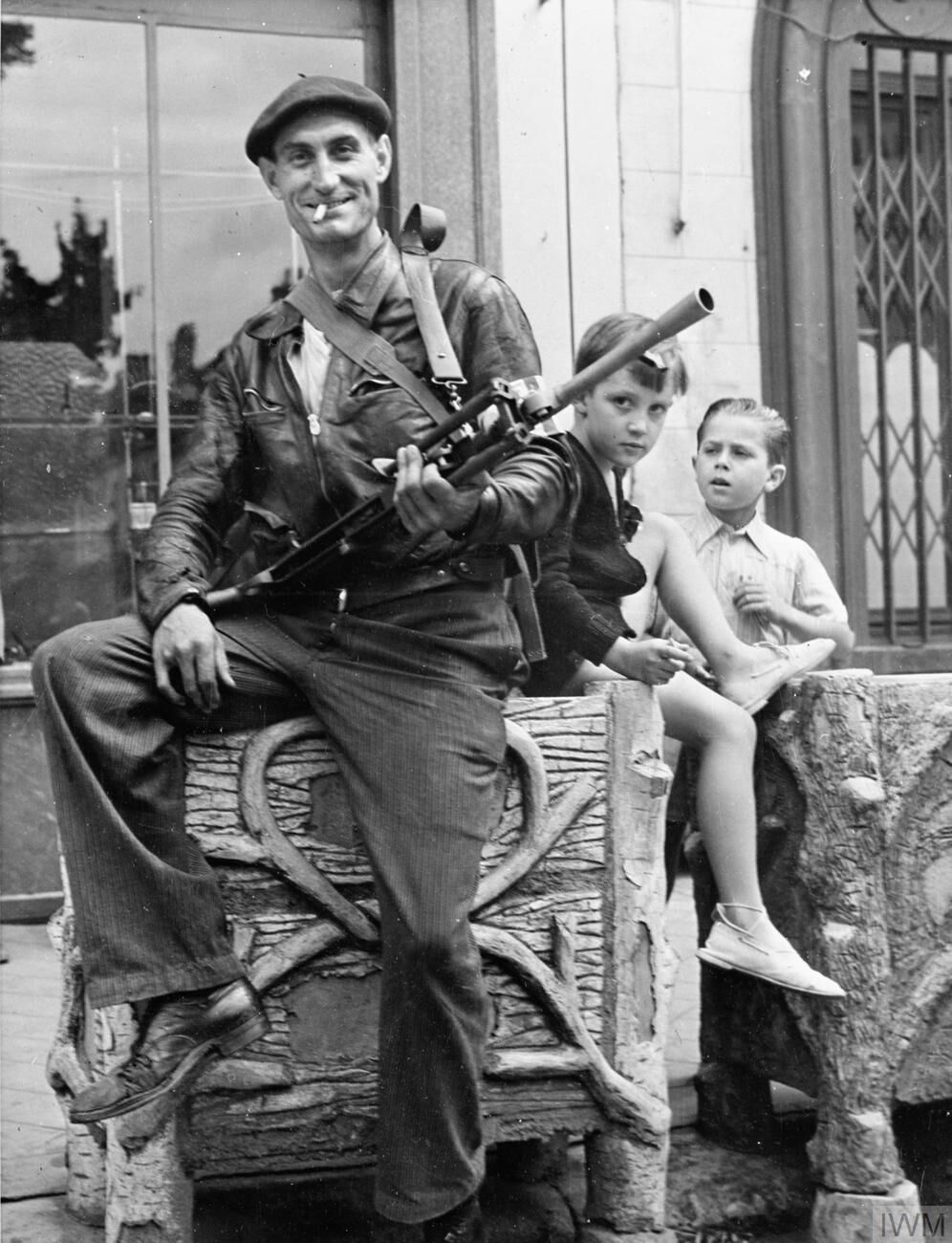
Ein Mitglied der Forces françaises de l’intérieur, ca. 1944

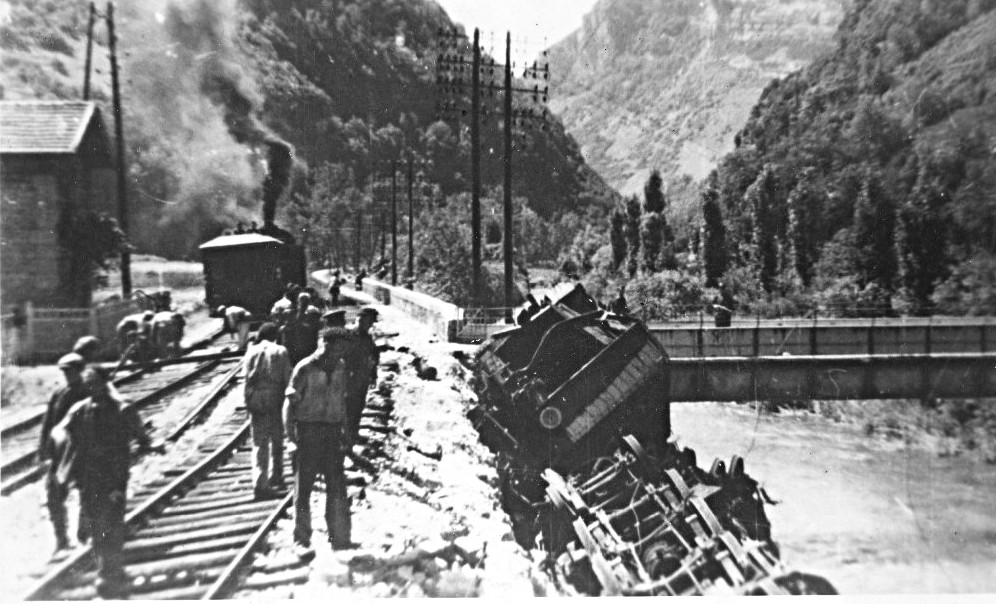
Entgleister Zug bei Saint-Rambert-en-Bugey, 6. Juli 1944

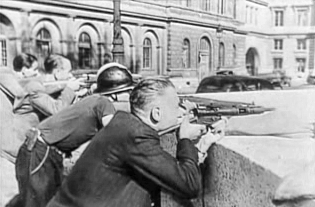
Kampf um Paris im August 1944

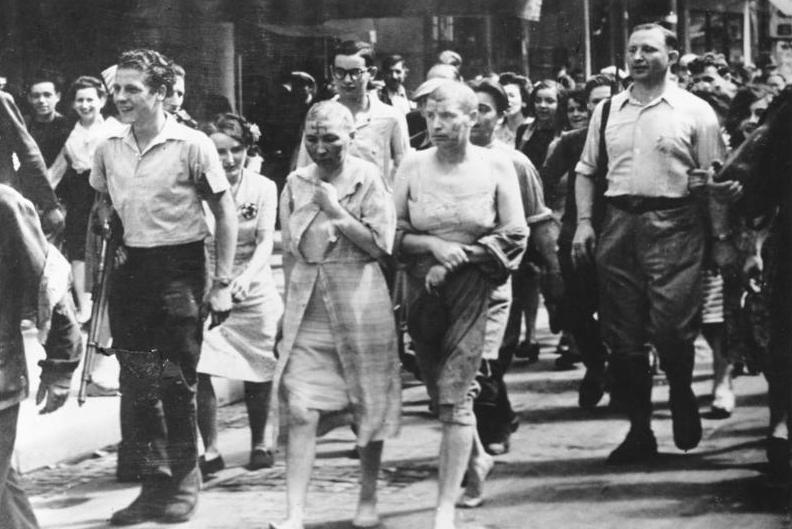
Nach der Befreiung von Paris werden der Kollaboration beschuldigte Französinnen durch die Straßen geführt – barfuß, Brandmale im Gesicht, den Kopf kahl geschoren

Die Résistance in Frankreich entstand unmittelbar nach der deutschen Okkupation und dem von Marschall Pétain mit Deutschland unterzeichneten Waffenstillstand vom 22. Juni 1940. Anfangs waren es nur wenige Tausend Menschen, die die deutsche Besetzung nicht einfach erdulden wollten. Ihr Ziel war das planmäßige Vorgehen gegen die Besatzer. Dazu mussten private Racheakte eingedämmt werden, die nicht selten waren. Tausende von Zivilisten und Soldaten waren vor den heranrückenden deutschen Truppen in den Süden Frankreichs geflüchtet. In Zeitungen wurden Suchanzeigen annonciert, um die auf der Flucht verlorenen Angehörigen wiederzufinden. Hier schrieb die Résistance Antwortbriefe, in denen die Betroffenen zur Mitarbeit aufgefordert wurden.
Später ging sie dazu über, die Alliierten über Bewaffnung und Bewegungen der deutschen Truppen zu informieren. Sabotageakte der Résistance sollten die militärischen Operationen der Alliierten unterstützen und die der Wehrmacht erschweren. Dazu entstanden nach und nach eigene Strukturen: Für jede französische Gemeinde wurde eine Akte angelegt, in der jeder Eisenbahntunnel, jede Langsamfahrstelle der Eisenbahn, jede Fabrik, Werkstatt und Werft vermerkt wurde. Tonnen von Munition und Waffen wurden versteckt, statt sie (gemäß Waffenstillstandsbestimmungen) an die Wehrmacht zu übergeben. Die Mitgliederlisten schrieb man auf schmale Papierstreifen aus Reispapier, die bei Verhaftungen besser heruntergeschluckt werden konnten. Darin standen der Name des Aufgenommenen, sein Beruf und seine Verbindungen, seine Unterbringungs- und Verpflegungsmöglichkeiten sowie seine Transportmittel (Lkw, Pkw, Motorrad, Fahrrad). Dort war auch registriert, ob derjenige für Sabotage-, Transport- oder Kommandoaufgaben eingeteilt war. Diese Listen wurden von Bankbeamten nachts geschrieben.
Die Pariser Metro war das erste „mobile“ Hauptquartier der französischen Résistance. Während der Fahrt konnten so Pläne gemacht und Nachrichten ausgetauscht werden. Das Abhören durch die Gegenseite war dadurch sehr erschwert. Vor allem konnte die Gestapo nur schwer Einzelne, die ein- oder ausstiegen, im Gewühl von Tausenden von Menschen identifizieren und beobachten. Dennoch blieben die geheimen Tätigkeiten nicht verborgen, woraufhin die Quartiere ständig gewechselt werden mussten. Im Laufe der Zeit strukturierte sich die Arbeit der Résistance arbeitsteilig: Quartiermacher beschafften in einem Dorf oder einer Stadt unauffällige Unterkünfte, deren Lage, Flucht- und Ausweichmöglichkeiten sie vorher geprüft hatten. Einem Stab der Résistance unterstanden zwanzig regionale, von Offizieren kommandierte Einheiten, die im Rhythmus von acht bis zehn Tagen ihren Standort wechselten. Dazu wurden in einem Dorf etwa zehn Häuser ausgesucht, in denen der Befehlsstand unterzubringen war.
Da die Funkübertragung von Nachrichten durch Funkpeilwagen der Deutschen gefährdet war, wurden sie häufig mündlich weitergegeben: Die Boten lernten dabei ihren Auftrag auswendig, so dass sie durch nichts Schriftliches identifizierbar waren. Kundschafter überprüften die Bewohner umliegender Häuser vor einem geplanten Coup und machten sich mit Zugangsmöglichkeiten, der Bewachung, ihren Wachwechseln, ihrer Bewaffnung und Alarmplänen vertraut. Für Kommando-Aufträge hatte sich das Corps Francs etabliert. Es waren in der Regel sportliche Männer unter vierzig Jahren, die als Gorilles bezeichnet wurden. Sie bildeten den Stoßtrupp, der bei einem Überfall den Angriff auf die deutschen Soldaten, Bewacher, Gestapo-Leute etc. führte.
Transportkommandos beschafften die häufig zu wechselnden Fahrzeuge, kundschafteten Routen und Straßensperren aus, machten sich mit der Strecke vertraut. Der Ortswechsel eines Kommandos oder Stabes vollzog sich in der Regel nachts über abgelegene Feldwege. Es wurden auch Transportmöglichkeiten in französischen und deutschen Zügen und auf regelmäßig kursierenden deutschen Armeelastwagen ausgekundschaftet und genutzt. Sie stellten die Männer, die die bei einem Überfall möglicherweise zu erbeutenden Waffen und Munition verluden und transportierten. Ein Zerstörungskommando setzte nach einem Überfall die Örtlichkeit in Brand oder sprengte sie.
Saboteure waren häufig Frauen, Jugendliche und ältere Männer, die weniger durch Muskelkraft, sondern mehr durch List ihr Ziel erreichten: Instrukteure wie Nancy Wake, die vom britischen Special Operations Executive ausgebildet waren, brachten ihnen bei, wie man Brandbomben platzierte, Sprengladungen an Eisenbahnschienen fixierte, durch die Besatzer beschlagnahmte Ware unbrauchbar machte, einen Menschen geräuschlos erwürgte, Waffen auseinandernimmt, reinigt und handhabt. Diese Sabotagekommandos sprengten Brücken, Eisenbahntunnel, Telegrafenmasten.
In den französischen Gebirgen operierte die Résistance vom Maquis aus. Diese unzugänglichen Gebiete waren durch umliegende Schluchten und Pässe geschützt und konnten deshalb durch Schützenstände, Maschinengewehre und Artillerie von wenigen Leuten selbst bei einer starken feindlichen Übermacht gehalten werden. Das wichtigste und größte Maquis lag im Vercors.
Zeilen aus Paul Verlaines Gedicht Chanson d’automne (1866) wurden von den Alliierten als Signal an die französische Résistance über BBC am Abend des 5. Juni gesendet. Damit wurde die innerhalb von 48 Stunden bevorstehenden Landung in Frankreich (6. Juni 1944, Operation Overlord) mitgeteilt. Die ersten Zeilen des Gedichts Les sanglots longs / des violons / de l’automne (Seufzer gleiten / Die saiten / Des herbsts entlang), teilte dem Widerstand am 1. Juni 1944 bereits mit, dass innerhalb zweier Wochen die Landung beginnt. Die darauffolgenden Zeilen Blessent mon coeur / d’une langueur / monotone (Treffen mein herz / Mit einem schmerz / Dumpf und bang.) waren der Aufruf vom 5. Juni mit den Sabotageaktionen zu beginnen (poetische Nachdichtung Stefan George).
Die Wirksamkeit und das Vorgehen der Résistance gegen Kollaborateure wird seit den 1970er Jahren in der französischen Öffentlichkeit verstärkt diskutiert.

### Fluchthilfe und Zuflucht
Die Résistance und ihre Ableger bauten verschiedene Organisationen auf, um Menschen zu helfen, über die Grenze in neutrale Staaten zu kommen oder sich in Frankreich oder Benelux mit falschen Papieren zu verbergen. Tausende abgeschossene Piloten wurden gepflegt und über Netzwerke wie Komet außer Landes gebracht. Jüdischen Familien und Kindern wurden von französischen Familien Unterschlupf geboten. Junge Wehrpflichtige aus Elsaß-Lothringen (Malgré-nous), die als Deutsche galten und sich durch die Flucht ins besetzte oder unbesetzte Frankreich der deutschen Zwangsrekrutierung entzogen, und junge Franzosen, denen die Deportation zur Zwangsarbeit oder die Verpflichtung im Rahmen des Service du travail drohte, wurden unterstützt und teilweise für den aktiven Widerstand rekrutiert.

### Unterstützung durch Résistance-Literatur
Résistance wird auch als literarischer Begriff für eine Bewegung verwendet, die während der Vichy-Zeit illegal literarische Texte und Zeitschriften publizierte. Sie hatte zwar nicht als Teil der politisch-militärischen Résistance agiert, ihr wurde aber nachträglich eine hohe symbolische Bedeutung zugemessen, weil sie dem Widerstand eine Stimme gegeben hatte. Als eine der bekanntesten Veröffentlichungen der Résistance-Literatur gilt die Erzählung Le silence de la mer, die 1942 unter dem Pseudonym Vercors erschien. Ein weiteres Beispiel ist die Untergrundzeitung Combat, an der auch Albert Camus mitarbeitete.

### Gegenmaßnahmen der Besatzer
Der Deutsche Militärbefehlshaber als oberste Verwaltungs- und Kommandoinstanz für das deutsch besetzte Frankreich ergriff die folgenden völkerrechtswidrigen Gegenmaßnahmen:
- Geiselnahme von Zivilisten und Geiselerschießungen gemäß Sühnebefehl
- Deportation und Erschießung von Juden, da diese generell partisanenverdächtig waren
- Verschleppung und Ermordung von verdächtigen Personen durch Gestapo und Geheime Feldpolizei gemäß Nacht- und Nebel-Erlass
- Bei der Unterstützung der Résistance gefangene Fallschirmspringer, Piloten und Verbindungsoffiziere wurden teilweise gemäß Kommandobefehl getötet.

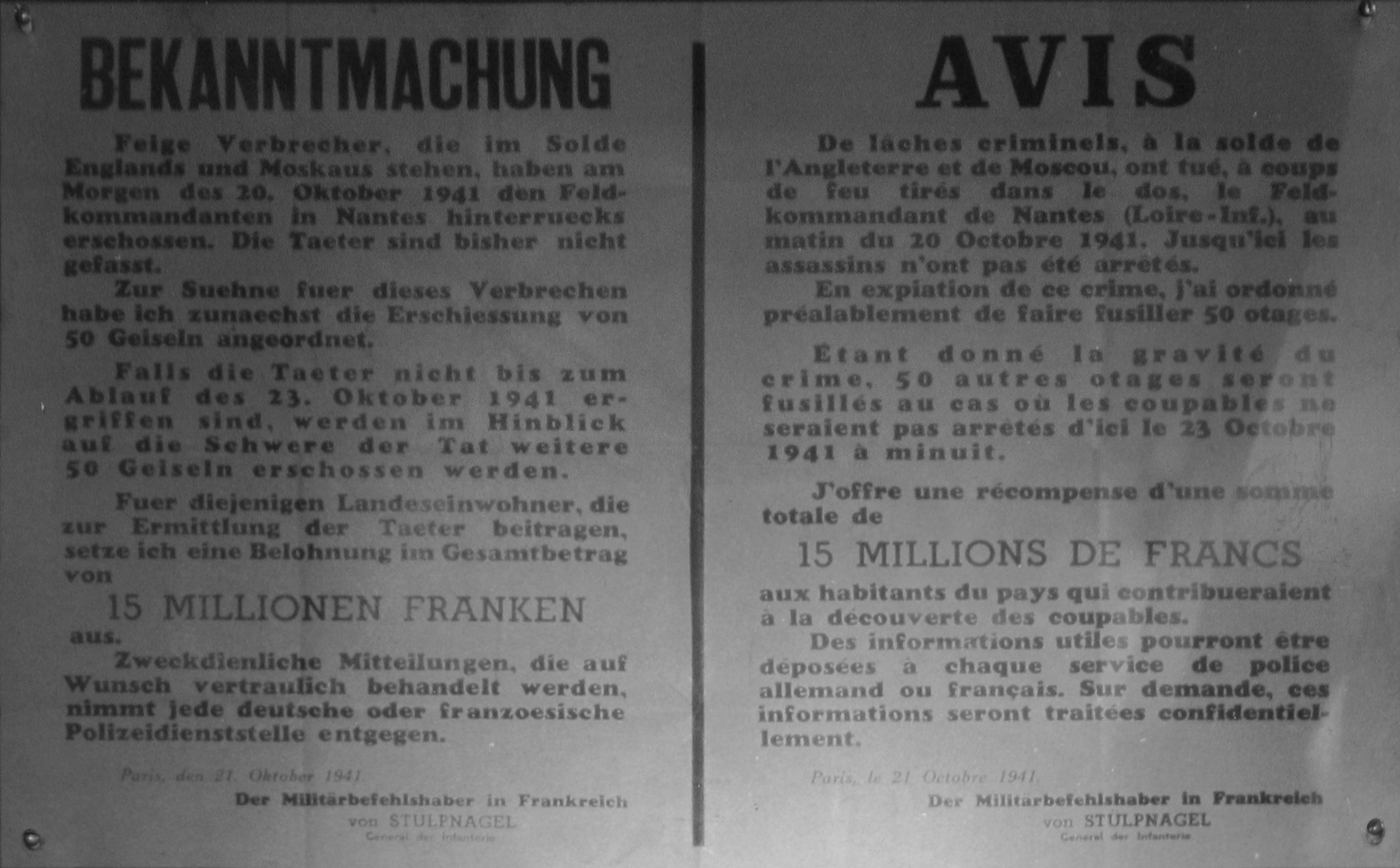
Bekanntmachung von Geiselerschießungen, Paris 21. Oktober 1941
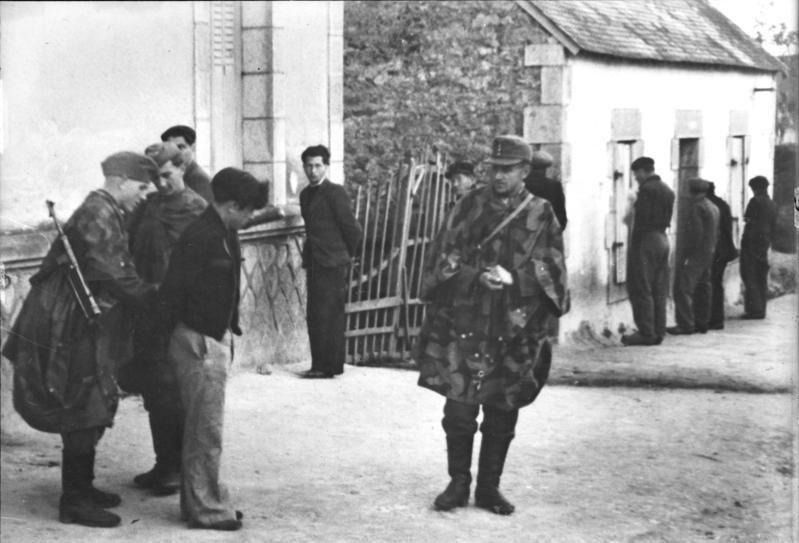
Festnahme verdächtiger Franzosen durch deutsche Soldaten im Juli 1944
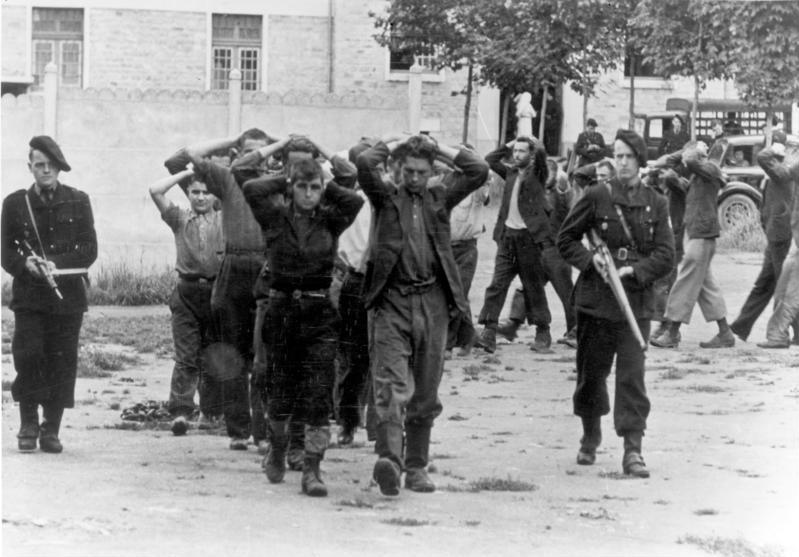
Gefangennahme von Mitgliedern der Résistance durch französische Milizen im Juli 1944
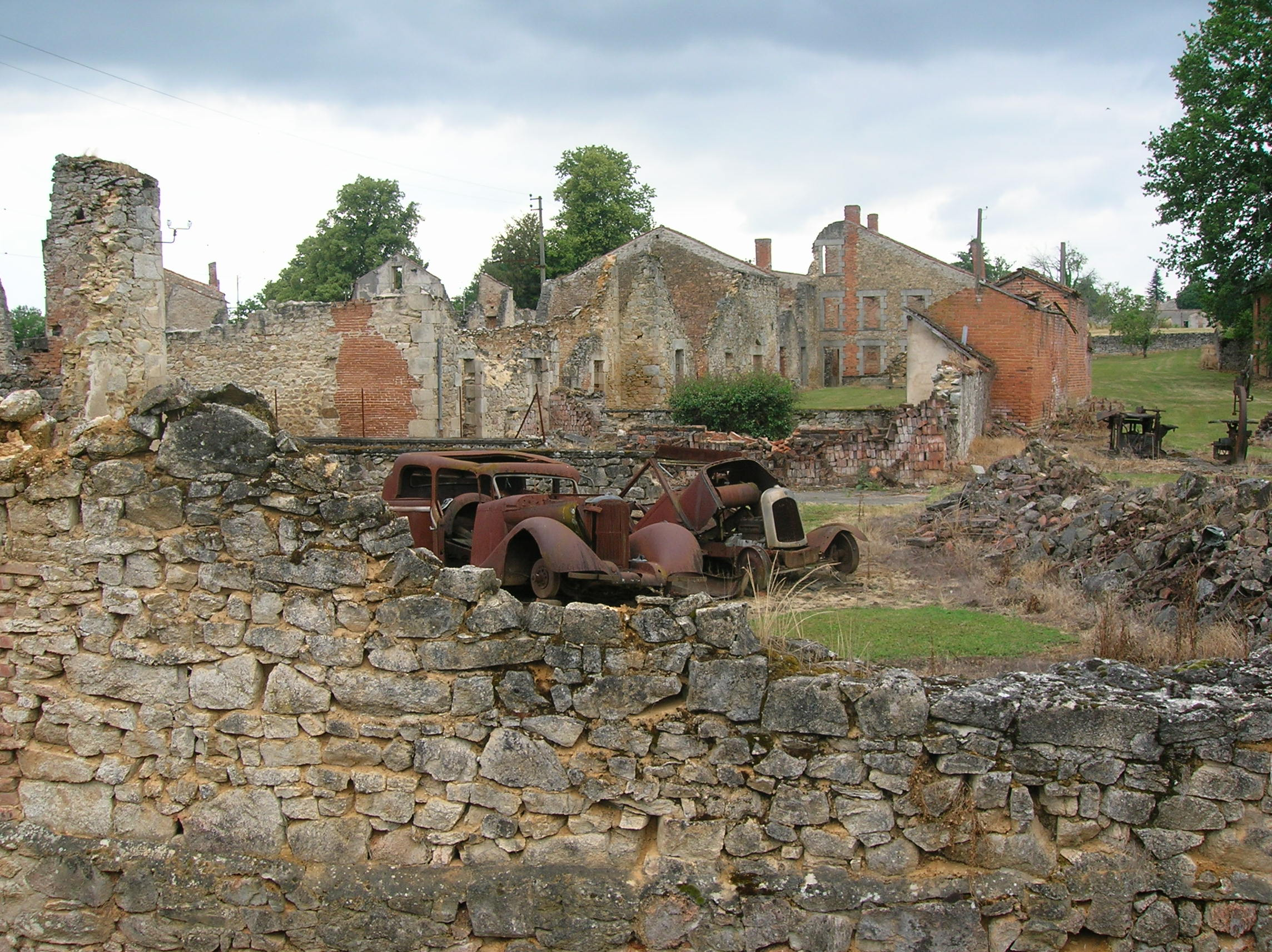
Ruinen von Oradour-sur-Glane, 2007

Symbol für die grausame Rache der SS an Widerstandskämpfern ist der Ort Oradour-sur-Glane. Als Reaktion auf Aktionen der Résistance in der Gegend vernichtete eine Kompanie des Panzergrenadier-Regiments „Der Führer“ am 10. Juni 1944 das gesamte Dorf, exekutierte die Männer und sperrte Frauen und Kinder in die Kirche, die dann angezündet wurde. Mehr als 600 Menschen wurden brutal ermordet. Seit den 1960er Jahren ist Oradour-sur-Glane nationales Mahnmal für Gräuel und Massaker an der Zivilbevölkerung.

### Ausländer in der Résistance

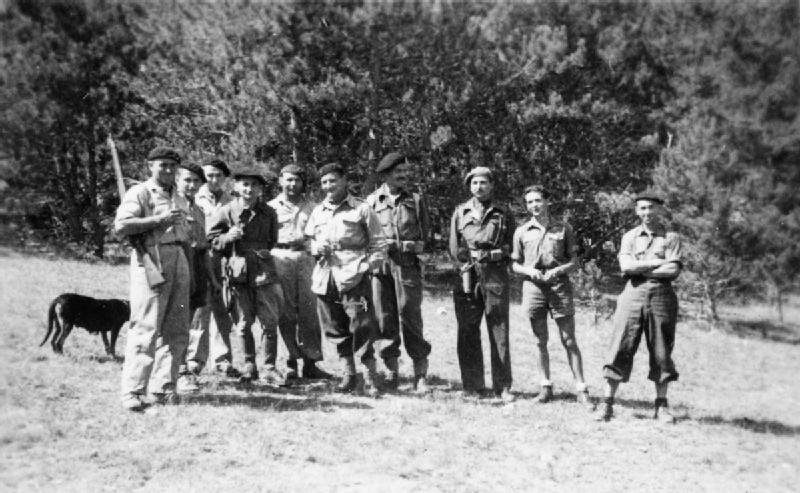
Maquisards mit Offizieren der britischen SOE

Auf Seiten des französischen und belgischen Widerstands kämpften neben Franzosen und Belgiern auch viele Ausländer. Anfänglich waren es neben anderen Emigranten viele ehemalige Interbrigadistas, mehrheitlich aus Spanien aber auch aus anderen Nationen. Geflohen wegen der Teilnahme am Spanischen Bürgerkrieg über die portugiesische oder französische Grenze, wurden viele von ihnen in Internierungslagern der Dritten Französischen Republik festgehalten.
Insgesamt etwa 500.000 spanische Republikaner flüchteten gegen Ende der Spanischen Republik um 1939 nach Frankreich. Dort oft rekrutiert zur Zwangsarbeit, gelang es vielen zu entkommen, um sich in der Illegalität der französischen Résistance anzuschließen.
Mehrere hundert Schweizer Männer kämpften in der französischen Résistance gegen Hitler-Deutschland. Nach ihrer Heimkehr wurden sie in der Schweiz wegen «fremden Militärdiensts» vor Gericht gestellt und verurteilt. Bis heute sind diese Résistance-Kämpfer nicht rehabilitiert.

#### Beteiligung aus deutschsprachigen Ländern
Insgesamt kämpften mindestens 3.000 Reichsdeutsche in den Reihen der Résistance. Sie setzten sich hauptsächlich aus Emigranten, welche nach der Machtergreifung der Nationalsozialisten nach 1933 Deutschland verließen, ehemaligen Spanienkämpfern, aber auch einigen Wissenschaftlern, Diplomaten und Wirtschaftsspezialisten zusammen, die sich dem französischen und belgischen Widerstand anschlossen. Sie organisierten sich unter anderem im Komitee Freies Deutschland für den Westen (KFDW) – französisch: Comité „Allemagne libre“ pour l’Ouest (CALPO), war auch für Belgien und Luxemburg zuständig – oder in der Gruppe FTP-MOI.
Bekannte deutsche Mitglieder der Résistance waren beispielsweise Otto Kühne (1943 innerhalb der Résistance zum Oberstleutnant befördert) oder Peter Gingold (gest. 2006). Deutsche Résistance-Kämpfer sind in Frankreich geehrt und hoch angesehen; so wurde zum Beispiel Gerhard Leo zum Ritter der Ehrenlegion ernannt. Verschiedenenorts setzen sich Menschen wie Annelie Buntenbach und Jan Korte für die staatliche Würdigung an der Résistance beteiligter Deutscher durch die Bundesrepublik ein.

#### Militärangehörige mit Kontakten und als Mitkämpfer der Résistance
Auch einige Angehörige der deutschen Wehrmacht und Kriegsmarine versuchten Kontakte zur Résistance in Frankreich aufzunehmen oder gar am Widerstand teilzunehmen. Der Obermaat Hans Heisel, der 1940–1944 in dem in Paris ansässigen Marinegruppenkommando West (MGK West) tätig war, hatte ab 1941 Kontakt zur Résistance. 1943 trat er der illegalen PCF bei und nahm aktiv an Aktionen der Résistance teil. Ein weiterer Militärangehöriger der Nachrichtenabteilung des MGK West, der Obergefreite Kurt Hälker, war aktiver Résistance-Teilnehmer und Gründungsmitglied des KFDW. Hälker versuchte den Widerstand auch innerhalb der in Frankreich stationierten deutschen militärischen Einheiten zu organisieren.

### Rezeption nach dem Krieg

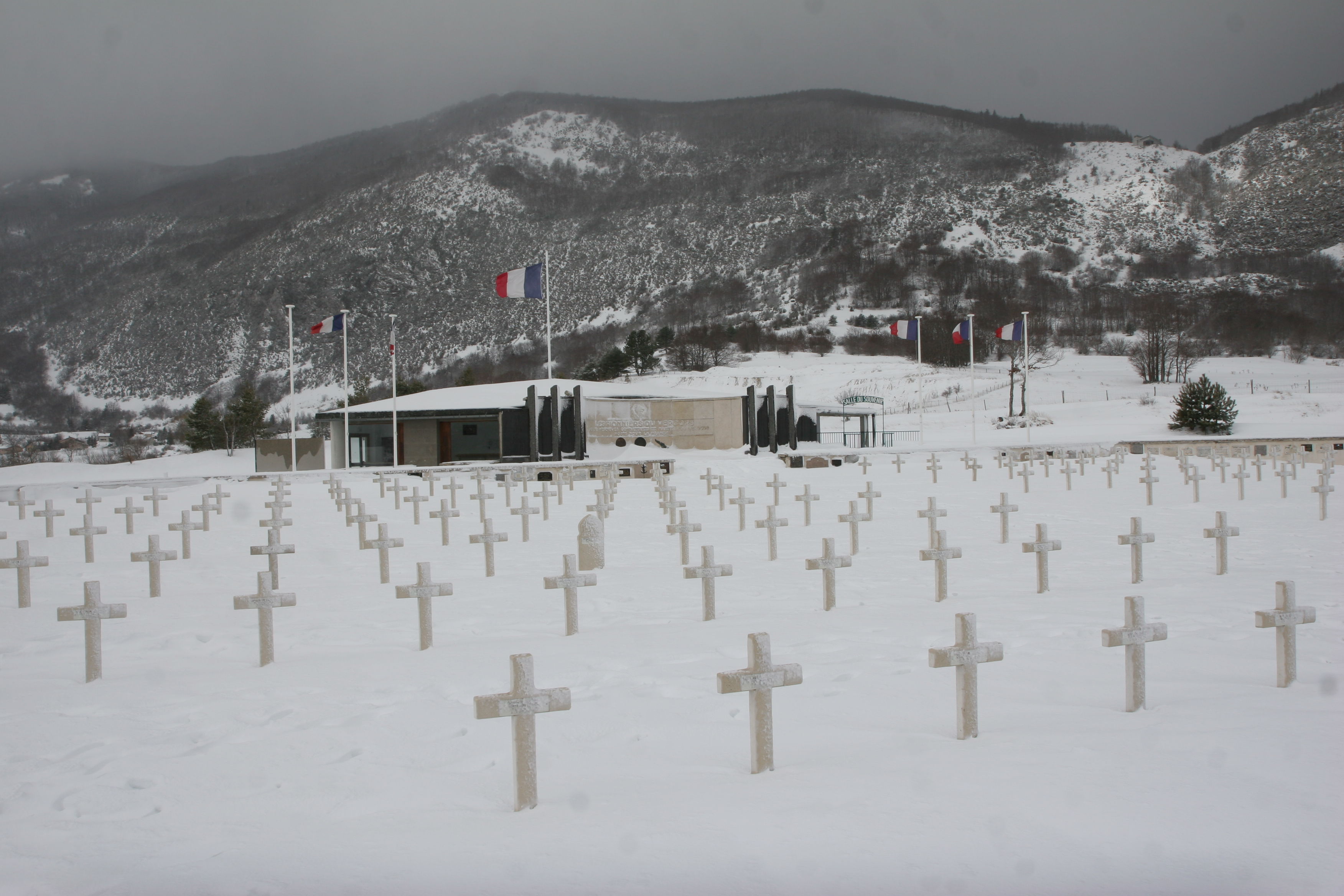
Gedenkstätte in Vassieux en Vercors

Die Résistance wurde in Frankreich heroisiert. Die Französische Post gab zwischen 1957 und 1961 eine Briefmarkenserie von 23 Marken mit dem Motto Héros de la résistance („Helden der Résistance“) heraus. Jede Marke porträtierte einen Widerständler (20 Männer und 3 Frauen). 22 von ihnen hatten den Widerstand mit ihrem Leben bezahlt; nur Edmond Debeaumarché († 1959) hatte den Krieg überlebt.
Auf allen Marken standen die Lebensdaten, z. B. „Louis Martin-Bret (1898–1944)“ oder „Gaston Moutardier (1889–1944)“.
Von 1992 bis 2011 bestand der deutsche Verein Verband Deutscher in der Résistance, in den Streitkräften der Antihitlerkoalition und der Bewegung „Freies Deutschland“ (DRAFD), der Informationen über Deutsche in der Résistance im Internet publizierte.
2014 kündigte Frankreichs Staatspräsident François Hollande an, dass die sterblichen Überreste von vier Frauen und Männern aus dem Widerstand, Germaine Tillion, Pierre Brossolette, Geneviève de Gaulle-Anthonioz und Jean Zay am 27. Mai 2015 ins Panthéon umgebettet werden sollen, das ist die höchste posthume Auszeichnung des Staates. Der 27. Mai ist in Frankreich der Nationale Tag der Résistance.
2019 wurde in Frankreich bei einem Veteranentreffen und nach der Pandemie dann auch in Deutschland bekannt, dass 30 kommunistische Résistance-Kämpfer am 12. Juni 1944 47 deutsche Wehrmachtssoldaten und eine Französin, die der Kollaboration verdächtigt wurde, erschossen und in zwei Massengräbern in einem Waldstück bei Les Verts, einem kleinen Weiler in der Heidelandschaft des Limousin, verscharrten. Edmond Réveil, der, nunmehr 98-jährig, das Verbrechen gestand, nahm damals als Jugendlicher – ohne selbst zu schießen – an der Tat teil.

### Personen (Auswahl)
Zu den bedeutenden Personen, die in der französischen Résistance aktiv oder mit ihr verbunden waren, zählen:
- Josephine Baker, Tänzerin und Offizierin der Forces françaises libres
- Achmedija Dschebrailow
- Romain Gary, Kampfflieger der Forces Françaises Libres
- Armand Gatti, Résistant in der Corrèze, zeitweise Zwangsarbeiter im KZ Neuengamme, Nebenlager Lindemann Veddel, Arbeit an und unter der Ostsee, nach Flucht Fallschirmspringer der RAF im Auftrag der Forces Françaises Libres
- Kurt Hälker und Hans Heisel gehörten zu einer Widerstandsgruppe der CALPO („Bewegung Freies Deutschland im Westen“) in der Wehrmacht (Kriegsmarine) und kämpften bei der Befreiung von Paris 1944
- Henri Honoré d’Estienne d’Orves
- Ernst Melis, leitete die Zeitung der Résistance Soldat am Mittelmeer
- Edmond Michelet
- Jean Moulin
- Jean-Paul Sartre
- Thea Saefkow, leitete mit dem Kampfnamen Mado eine Widerstandsgruppe von Besatzungssoldaten der Wehrmacht mit Kurt Hälker, Hans Heisel, Arthur Eberhardt und anderen
- Henri Rol-Tanguy, Oberst der Résistance, der am 18. August 1944 den Aufstand der Bevölkerung von Paris auslöste
- Nancy Wake, britische Agentin und höchstdekorierte weibliche Militärangehörige der Alliierten
- Max Windmüller

Weitere Namen, teils als Listen, finden sich in den Artikeln zu den oben erwähnten Gruppen der Résistance.

## Résistance in Belgien
Die Koordination des belgischen Widerstands hieß Réseau de Résistance (RR) bzw. Netwerk van de weerstand. Belgien war wie Nord-Frankreich seit dem Überfall durch Truppen des Deutschen Reiches flächendeckend besetzt, doch der Widerstand begann erst allmählich zu wachsen. Erst rigoroses Einsetzen von Provinzial- bzw. Kommunalverwaltungen, Engpässe bei der Lebensmittelversorgung und das Einführen von Sperrstunden erregten ein Unbehagen gegen das Besatzungsregime bei der belgischen Bevölkerung. Rettung abgeschossener alliierter Piloten und Sabotage waren nun die Hauptaktionen der beginnenden Résistance gegen die Besatzung in der Wallonie und in Flandern. Ein bedeutendes international operierendes Fluchthilfenetzwerk, das schon 1941 aktiv war, bestand im von Andrée de Jongh gegründeten Réseau Comète.
Die drei größten Widerstandsorganisationen Belgiens waren:
- die aus Großbritannien gesteuerte Groupe G (Groupe Géneral de Sabotage). Zu den bekanntgewordenen Aktionen der Groupe G zählt La grande coupure, der sogenannte „große Schnitt“ bzw. Stromausfall vom 15. Januar 1944, als 28 Hochspannungsleitungen auf belgischem Gebiet gesprengt wurden, was zu einem massiven Stromausfall in ganz Belgien und bis ins Ruhrgebiet führte.
- die armée belge des partisans (PA), kommunistische Résistance
- die armée secrète belge aus ehemaligen Angehörigen der belgischen Armee[18]

Vom Mai 1940 bis zum Frühjahr 1945 bestand in Belgien eine kleine selbstständige österreichische Widerstandsgruppe, die Österreichische Freiheitsfront (ÖFF). In gemeinsamen Aktionen mit der belgischen Résistance wurden Flugblätter und Untergrundzeitungen verteilt und militärische Aktionen durchgeführt.

### Deutsch
Monografien
- Jacques Lusseyran: Das wiedergefundene Licht. 1966. (Autobiografie eines Blinden, der als 17-Jähriger in die Résistance geht, eine besondere Funktion übernimmt und später das KZ Buchenwald überlebt.)
- Florence Hervé: „Wir fühlten uns frei“. Deutsche und französische Frauen im Widerstand. Essen 1997, ISBN 3-88474-536-0.
- Frédéric Stephan: Die Europavorstellungen im deutschen und im französischen Widerstand gegen den Nationalsozialismus 1933/40 bis 1945. Dissertation,  Universität Stuttgart, 2002 (Inhaltsangabe und PDF-Download bei elib.uni-stuttgart.de).
- Gottfried Hamacher u. a.: Gegen Hitler. Deutsche in der Résistance, in den Streitkräften der Antihitlerkoalition und der Bewegung „Freies Deutschland“. Kurzbiografien (= Rosa-Luxemburg-Stiftung, Reihe Manuskripte, Bd. 53). Karl Dietz, Berlin, 2. Auflage 2005, ISBN 3-320-02941-X (PDF; 873 kB).
- Ulla Plener: Frauen aus Deutschland in der französischen Resistance. 2. Auflage. Berlin 2006.
- Peter Lieb: Konventioneller Krieg oder NS-Weltanschauungskrieg? Kriegführung und Partisanenbekämpfung in Frankreich 1943/1944. Dissertation an der Ludwig-Maximilians-Universität München, 2005. Verlegt bei De Gruyter Oldenbourg, 2007, ISBN 978-3-486-57992-5. (Mit zahlreichen Details zur Résistance.)
- Florence Hervé (Hrsg.): Mit Mut und List. Europäische Frauen im Widerstand gegen Faschismus und Krieg. Papy Rossa, Köln 2020, ISBN 978-3-89438-724-2.

Beiträge
- Franz-Josef Albersmeier: Erinnern versus Verdrängen und Vergessen. Zur Aufarbeitung der Kollaboration und Résistance-Problematik im französischen Film (1945–1993). In: Wolfgang Drost (Hrsg.), Géraldi Leroy, Jacqueline Magnou, Peter Seibert: Paris sous l’occupation. Paris unter deutscher Besatzung. (= Siegen. Bd. 124, Romanistische Abteilung). Universitätsverlag C. Winter, Heidelberg 1995, ISBN 3-8253-0246-6, S. 166–177.
- Klaus-Michael Mallmann: Frankreichs fremde Patrioten. Deutsche in der Résistance. In: Exilforschung. Ein internationales Jahrbuch. Bd. 15, 1997, S. 33–63.
- Marieluise Christadler: Résistance – Kollaboration. In: Robert Picht u. a. (Hrsg.): Fremde Freunde. Deutsche und Franzosen vor dem 21. Jahrhundert. Piper, München 2002, ISBN 3-492-03956-1, S. 45–50.
- Pauline Grison: Widerstand im Exil. Die deutschen Widerstandskämpfer in Frankreich während des Zweiten Weltkrieges. In: rencontres, Ausgabe 6/2005, deutsch und französisch (PDF; 335 KB).
- Walther Flekl: Résistance. In: Frankreich-Lexikon. Erich Schmidt, Berlin 2005, ISBN 3-503-06184-3, S. 833–836.
- Ulla Plener: Frauenalltag in der französischen Résistance. In: Jahrbuch für Forschungen zur Geschichte der Arbeiterbewegung. Heft III/2007.
- Vera Wiedemann: „Mädelarbeit“ an der „stillen Front“? Zur „Travail Anti-Allemand“ deutschsprachiger Emigrantinnen in der französischen Résistance. In: Daniel E.D. Müller, Christoph Studt (Hrsg.): „…und dadurch steht er vor Freisler, als Christ und als gar nichts anderes …“. Christlicher Glaube als Fundament und Handlungsorientierung des Widerstandes gegen das „Dritte Reich“ (= Schriftenreihe der Forschungsgemeinschaft 20. Juli 1944 e. V. Bd. 25). Augsburg 2019, ISBN 978-3-95786-234-1, S. 205–243.

### Französisch
Monografien
- Alain Guérin: La Résistance Chronique illustrée 1930–1950. 5 Bände. Livre Club Diderot, Paris 1972.
- Gilles Perrault: Taupes rouges contre SS. Éd. Messidor, Paris 1986 (Communistes et antifascistes allemands et autrichiens dans la Résistance en France).
- Éveline u. Yvan Brés: Un maquis d’antifascistes allemands en France (1942–1944). Presses du Languedoc, Max Chaleil Éditeur, Montpellier 1987.
- Pierre Broué, Raymond Vacheron: Meurtres au maquis. Éditions Grasset, Paris 1997.
- Pierre Péan: Vies et morts de Jean Moulin. Éditions Fayard, Paris 1998.
- Evelyne Morin-Rotureau (dir.): 1939 - 1945: combats de femmes. Françaises et Allemandes, les oubliées de l'histoire. Éditions Autrement, Paris 2001, ISBN 2-7467-0143-X.
- Philippe Bourdrel: L’Épuration sauvage 1944–45. Éd. Perrin, Paris 2002.
- Jean-François Muracciole: Histoire de la résistance en France. PUF, Que sais-je? Paris 2003.
- Robert Vandenbussche (Hrsg.): Femmes et Résistance en Belgique et en zone interdite (1940–1944). Institut de Recherches Historiques du Septentrion, Université Charles-de-Gaulle-Lille 3, Colloque organisé à Bondues 2007, ISBN 978-2-905637-53-6.
- Simon Epstein: Un paradoxe français. Antiracistes dans la Collaboration, antisémites dans la Résistance. Albin Michel, Paris 2008, ISBN 978-2-226-17915-9.
- Helga Bories-Sawala, Catherine Szczesny, Rolf Sawala: La France occupée et la Résistance. Schöningh, Paderborn 2008, ISBN 978-3-14-046262-4 (Schulbuch, Reihe EinFach Französisch, mit vielen Abbildungen und Originaldokumenten).

Beiträge
- Dominique Veillon: Les Réseaux de Résistance. In: La France des années noires. T1. Éditions du Seuil, Paris 1993.
- Jean-Pierre Azéma: Des résistances à la Résistance. In: La France des années noires. T2. Éditions du Seuil, Paris 1993.
- Dominique Veillon, Olivier Wieviorka: La Résistance. In: La France des années noires. T2. Éditions du Seuil, Paris 1993.
- Denis Peschanski, Laurent Douzou: La Résistance française face à l’hypothèque Vichy. In: Annali della Fondazione Giangiacomo Feltrinelli, 1996, S. 3–42 (PDF; 398 KB)
- Christiane Goldenstedt: Les femmes dans la Résistance. In: Annette Kuhn, Valentine Rothe (Hrsg.): Frauen in Geschichte und Gesellschaft. Band 43, Herbolzheim 2006, ISBN 3-8255-0649-5.
- Christiane Goldenstedt: Motivations et activités des Résistantes. Comparaison France du Nord - France du Sud. In: Robert Vandenbussche (Hrsg.): Femmes et Résistance en Belgique et en zone interdite (1940–1944). Institut de Recherches Historiques du Septentrion, Université Charles -de-Gaulle-Lille 3, Colloque organisé à Bondues 2007, ISBN 978-2-905637-53-6.

## Belege
1. ↑  Zu Frauen in der Resistance vgl. Ulla Plener: Frauenalltag in der französischen Résistance. In: Jahrbuch für Forschungen zur Geschichte der Arbeiterbewegung. Heft III/2007; sowie Ulla Plener: Frauen aus Deutschland in der französischen Résistance. 2. Auflage. Berlin 2006.
2. ↑  Tsilla Hershco: The Jewish Resistance in France during World War II: The Gap between History and Memory. Jerusalem Center for Public Affairs, 1. März 2007, abgerufen am 15. Juni 2015.
3. ↑  Sven Olaf Berggötz: Ernst Jünger und die Geiseln – Die Denkschrift von Ernst Jünger über die Geiselerschießungen in Frankreich 1941/42. (PDF; 2,5 MB). In: Vierteljahrshefte für Zeitgeschichte. 2003, Heft 3.
4. ↑  Lieu de mémoire | Centre de la memoire. Abgerufen am 19. Dezember 2023.
5. 1 2  Matthew Paul Berg, Maria Mesner: After fascism: European case studies in politics, society, and identity since 1945. LIT, Münster 2009, ISBN 978-3-643-50018-2, S. 40.
6. ↑  Michael R. Marrus, Aristide R. Zolberg: The Unwanted. Oxford University Press, Oxford/ New York 1985.
7. ↑  Schweizer in der französischen Résistance In: Zeitblende von Schweizer Radio und Fernsehen vom 9. Mai 2015 (Audio)
8. ↑  Guido Balmer: Schweizerinnen und Schweizer in der Résistance Im Blog des Schweizerischen Nationalmuseums vom 24. November 2021
9. ↑  Vgl. Ulla Plener: Frauen aus Deutschland in der französischen Résistance. 2. Auflage. Berlin 2006.
10. 1 2  Dirk Eckert: Deutsche in der französischen Résistance: Keine Würdigung geplant. In: Die Tageszeitung: taz. 1. September 2024, ISSN 0931-9085 (taz.de [abgerufen am 14. September 2024]).
11. ↑  Gerhard Leo: Deutsche im französischen Widerstand – ein Weg nach Europa. (Memento vom 27. November 2018 im Internet Archive). Auf drafd.de.
12. ↑  Hans Heisel. (Memento vom 18. April 2013 im Webarchiv archive.today) Aussagen von Hans Heisel in der Produktion des Senders Arte Frankreich und die deutsche Besatzungszeit
13. ↑  Hamacher et al. 2005, S. 80: Heisel, Hans.
14. ↑  Hamacher et al. 2005, S. 74: Hälker, Kurt.
15. ↑  Abschied von einem Wehrmachtsdeserteur. (Memento vom 13. Dezember 2018 im Internet Archive). In: Junge Welt. 5. März 2010, auf drafd.org, anlässlich des Todes von Kurt Hälker.
16. ↑  Martina Meister, Das Geheimnis des Schmetterlings, In: Welt am Sonntag vom 4. Juni 2023
17. ↑  Veröffentlichungen der Nederlands-Internetprojekt StIWoT
18. ↑  Veröffentlichungen der Fondation Armée secrète belge Armée secrète